# Spondylurus haitiae
Spondylurus haitiae — вид сцинкоподібних ящірок родини сцинкових (Scincidae). Ендемік Гаїті. Описаний у 2012 році.

## Поширення і екологія
Spondylurus haitiae відомий за типовим зразком, зібраним у 1857-1858 роках в районі Жеремі, на висоті 375 м над рівнем моря. Ймовірно, вони живуть в сухих тропічних лісах і є живородними.

## Збереження
МСОП класифікує цей вид як такий, що перебуває на межі зникнення, однак імовірно вимерлого. Причиною ймовірного зникнення Spondylurus haitiae є хижацтво з боку інтродукованих мангустів і щурів, а також знищення природного середовища.